# Grandvaux (Saône-et-Loire)
Grandvaux é uma comuna francesa na região administrativa de Borgonha-Franco-Condado, no departamento Saône-et-Loire. Estende-se por uma área de 6,08 km². Em 2010 a comuna tinha 85 habitantes (densidade: 14 hab./km²).